# HD 221568
HD 221568 または、カシオペヤ座V436星は、太陽系からカシオペヤ座の方向に約767光年離れたところにある8等星。日本の天文学者大沢清輝が先駆的な研究を行ったことから「大沢スター (Osawa's Star)」の別名で知られる。

## 概要
分光スペクトル中にストロンチウム、クロム、ユウロピウムの強い吸収線が見られるA型特異星（Ap星、磁変星）に分類される。変光星としては、159日の周期で色指数が変光するりょうけん座α2型変光星に分類されている。

## 観測史
1965年、岡山天体物理観測所（現国立天文台ハワイ観測所岡山分室）の大沢清輝らは、HD 221568が約160日の周期で色指数が変光していることを発見した。1967年、小平桂一は岡山天体物理観測所の188cm望遠鏡のクーデ分光器を使った観測によりHD 221568の化学組成比を詳しく調査し、希土類元素が太陽に比べて著しく大きな組成比を示していることを明らかにした。2002年、西村昌能らはすばる望遠鏡の高分散分光器HDSを使った観測でHD 221568の化学組成比をさらに精査し、希土類元素ではプラセオジム、ネオジム、ジスプロシウムが特に過剰であることや、コバルト過剰星であることを明らかにした。